# Йорик
Йорик (англ. Yorick) — персонаж пьесы Уильяма Шекспира «Гамлет», королевский скоморох и шут, череп которого был вырыт могильщиком в 1 сцене 5 акта пьесы.

## Монолог
Видя череп, Гамлет произносит свой знаменитый монолог:

Бедный Йорик! Я знал его, Горацио: это был человек с бесконечным юмором и дивною фантазиею. Тысячу раз носил он меня на плечах, а теперь… Как отталкивают моё воображение эти останки! Мне почти дурно. Тут были уста — я целовал их так часто. Где теперь твои шутки, твои ужимки? Где песни, молнии острот, от которых все пирующие хохотали до упаду? Кто сострит теперь над твоею же костяной улыбкой? Всё пропало.
Оригинальный текст (англ.)Alas, poor Yorick! I knew him, Horatio: a fellow of infinite jest, of most excellent fancy: he hath borne me on his back a thousand times; and now, how abhorred in my imagination it is! my gorge rims at it. Here hung those lips that I have kissed I know not how oft. Where be your gibes now? your gambols? your songs? your flashes of merriment, that were wont to set the table on a roar? Not one now, to mock your own grinning? quite chap-fallen?
— Действие пятое. Сцена первая. Кладбище (перевод Кронеберга).
Восклицание «Бедный Йорик!» стало крылатым выражением.

## Происхождение имени
Возможным прототипом Йорика является любимый шут Елизаветы I Ричард Тарлтон. О происхождении имени Йорик искусствоведы расходятся во мнениях: возможно, это отсылка на скандинавские имена Эрик (др.-сканд. Eiríkr) или Йорг; у Саксона Грамматика встречается имя Рорик (отец королевы), а известно, что Шекспир использовал один из мотивов его «Деяний данов» при создании «Гамлета»; Йорвик — так викинги называли город Йорк.

## Изображения
Самым ранним изображением Гамлета с черепом Йорика в руке считается работа художника Джона Холла, написанная в 1773 году. Вскоре подобные изображения стали весьма обычными для иллюстрирования «Гамлета». Хотя в пьесе самого Йорика нет, присутствует лишь его череп, некоторые художники изображали шута «при жизни», например, полотно Филиппа Гермогенеса Кальдерона «Молодой лорд Гамлет» (1868). В фильме «Гамлет» (1996) роль Йорика (во флешбэке) сыграл актёр-комик Кен Додд.
Пианист и композитор Анджей Чайковский, умерший в 1982 году, завещал свой череп Королевской шекспировской компании, чтобы его использовали в постановках «Гамлета» как череп Йорика. В 1989 году череп Анджея действительно был использован на репетициях теле-постановки пьесы, но в итоге его всё-таки заменили на муляж, поскольку актёры чувствовали себя неуютно с настоящим черепом в руках.В нескольких постановках череп всё-таки участвовал. Но зрители, приходившие посмотреть постановку, отвлекались от театрального действия и были увлечены обсуждением черепа.
В 1999 году скончался актёр и преподаватель актёрского мастерства Дел Клоуз. Он завещал передать свой череп Театру Гудмена, чтобы его использовали в постановках «Гамлета», а самого Клоуза указывали в афишах как исполнителя роли Йорика. Чарна Халперн, давняя партнёрша Клоуза по сцене и исполнительница его последней воли, передала череп актёра Театру 1 июля 1999 года во время телевизионной церемонии.
В июле 2006 года газета Chicago Tribune опубликовала на первой странице материал, в котором были высказаны сильные сомнения в подлинности черепа. Поначалу Халперн настаивала на том, что череп действительно принадлежит Делу Клоузу, но уже три месяца спустя сдалась под бременем неопровержимых доказательств и в интервью журналу The New Yorker призналась, что тогда, семь лет назад, она передала Театру Гудмена неизвестно чей череп, купленный ею в местном медицинском магазине.

## Галерея

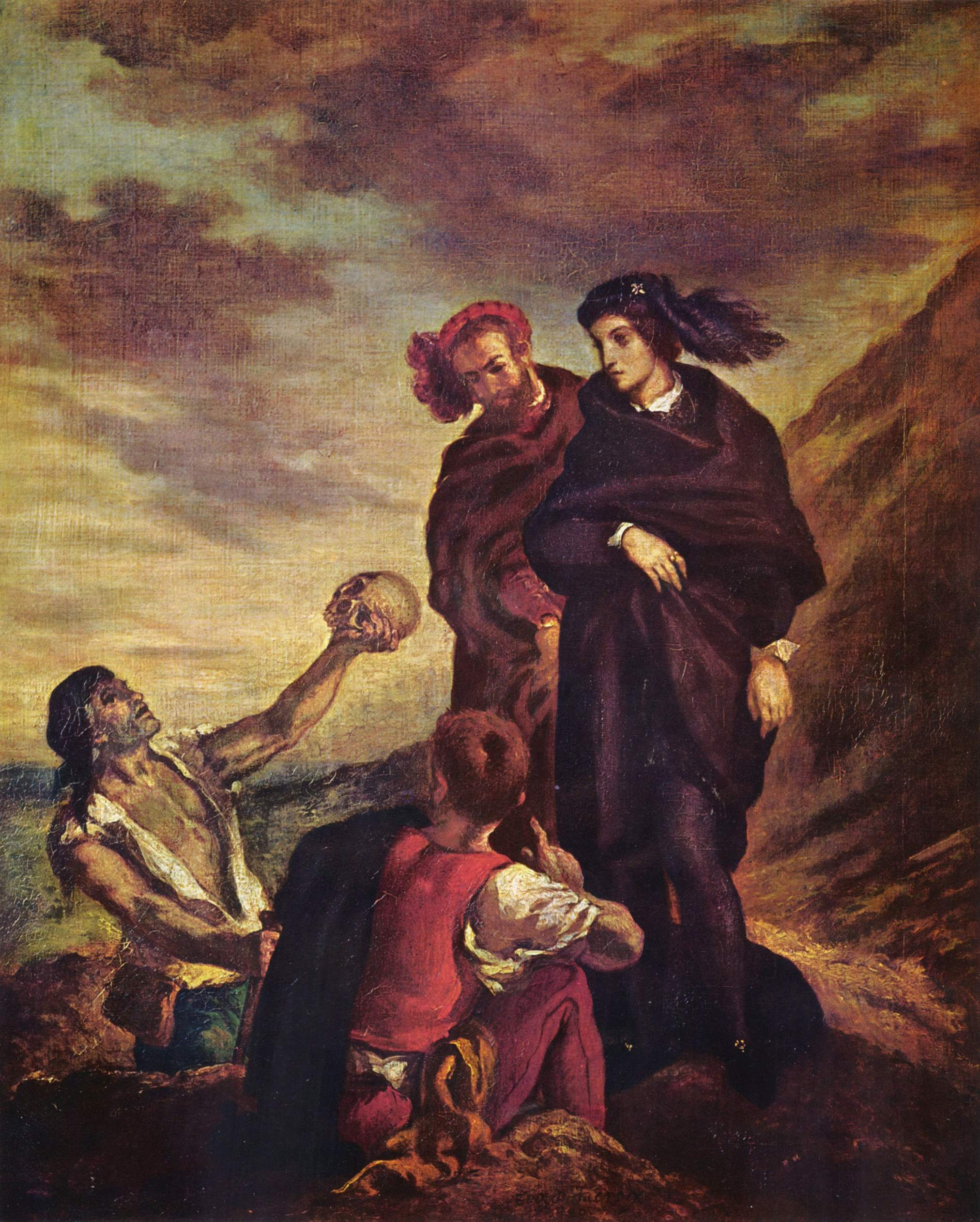
Сцена с нахождением черепа Йорика. Художник Эжен Делакруа.
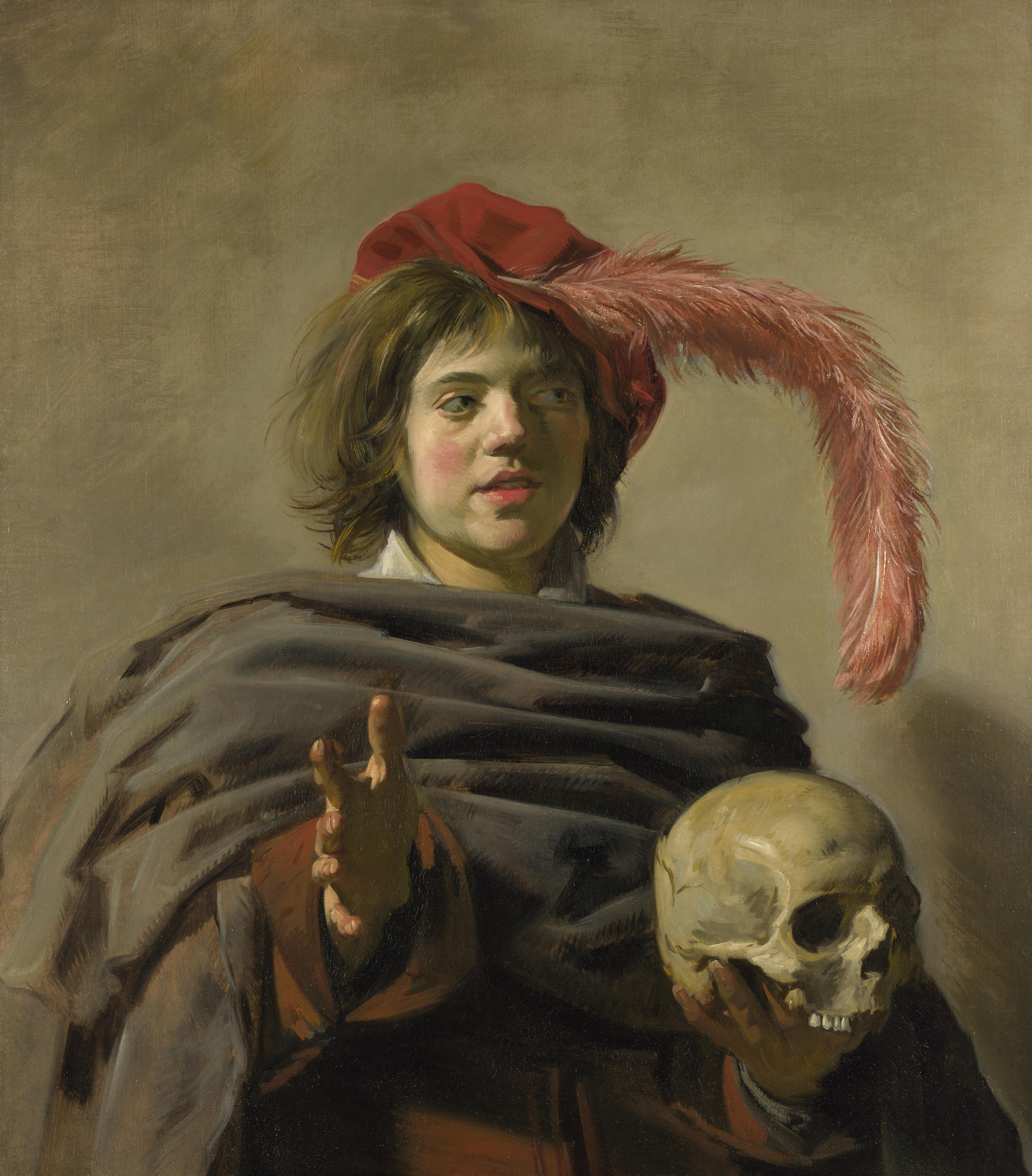
Молодой человек с черепом. Художник Франц Халс.